# Episodi de I Simpson (trentatreesima stagione)
La trentatreesima stagione de I Simpson (serie di produzione UABF) è andata in onda negli Stati Uniti d'America dal 26 settembre 2021 al 22 maggio 2022 su Fox.
Questa stagione introduce un personaggio inedito, la dottoressa Wendy Sage, introdotta dalla quinta puntata della stagione, ipnoterapeuta e sopravvissuta ad un cancro al seno, caratteristica che condivide con la sua doppiatrice originale, Renee Ridgeley.
In Italia è stata trasmessa dal 19 settembre al 31 ottobre 2022 su Italia 1.
Kent Brockman, a partire da questa stagione, è doppiato da Fabio Camillacci in sostituzione di Federico Neri morto il 16 dicembre 2021. Inoltre, la responsabile dell’edizione italiana cambia dopo 32 stagioni: infatti Ludovica Bonanome viene sostituita da Tiziana Piro. Inoltre anche il Professor Frink e Tony Ciccione cambiano voce: Mario Cordova viene infatti sostituito, dopo solo due e una stagione rispettivamente, da Oreste Baldini e Stefano De Sando.
| N° | Codice di produzione | Titolo italiano                 | Titolo originale                                                         | Prima TV USA      | Prima TV Italia   |
| -- | -------------------- | ------------------------------- | ------------------------------------------------------------------------ | ----------------- | ----------------- |
| 1  | QABF17               | La star del Backstage           | The Star of Backstage                                                    | 26 settembre 2021 | 19 settembre 2022 |
| 2  | QABF18               | Bart è in prigione!             | Bart's In Jail!                                                          | 3 ottobre 2021    | 20 settembre 2022 |
| 3  | QABF16               | La paura fa novanta XXXII       | Treehouse of Horror XXXII                                                | 10 ottobre 2021   | 31 ottobre 2022   |
| 4  | QABF19               | Amore che vieni, amore che Wayz | The Wayz We Were                                                         | 17 ottobre 2021   | 21 settembre 2022 |
| 5  | QABF20               | La pancia di Lisa               | Lisa's Belly                                                             | 24 ottobre 2021   | 22 settembre 2022 |
| 6  | QABF21               | Un Flanders serio - I parte     | A Serious Flanders: Part 1                                               | 7 novembre 2021   | 14 ottobre 2022   |
| 7  | QABF22               | Un Flanders serio - II parte    | A Serious Flanders: Part 2                                               | 14 novembre 2021  | 14 ottobre 2022   |
| 8  | UABF01               | Ritratto del lacchè in fiamme   | Portrait of a Lackey on Fire                                             | 21 novembre 2021  | 23 settembre 2022 |
| 9  | UABF02               | Madri e altre sconosciute       | Mothers and Other Strangers                                              | 28 novembre 2021  | 26 settembre 2022 |
| 10 | UABF03               | Un padrino per Maggie           | A Made Maggie                                                            | 19 dicembre 2021  | 27 settembre 2022 |
| 11 | UABF05               | Una Marge per amica             | The Longest Marge                                                        | 2 gennaio 2022    | 28 settembre 2022 |
| 12 | UABF04               | Pixellati & spacciati           | Pixelated and Afraid                                                     | 27 febbraio 2022  | 29 settembre 2022 |
| 13 | UABF06               | Nelle Highlands                 | Boyz N the Highlands                                                     | 6 marzo 2022      | 30 settembre 2022 |
| 14 | UABF07               | Da non credere!                 | You Won't Believe What This Episode is About - Act Three Will Shock You! | 13 marzo 2022     | 3 ottobre 2022    |
| 15 | UABF08               | Bart the Cool Kid               | Bart the Cool Kid                                                        | 20 marzo 2022     | 4 ottobre 2022    |
| 16 | UABF09               | Intelligenti bugie              | Pretty Whittle Liar                                                      | 27 marzo 2022     | 5 ottobre 2022    |
| 17 | UABF10               | Il sound di Gengive Sanguinanti | Symphony                                                                 | 10 aprile 2022    | 6 ottobre 2022    |
| 18 | UABF11               | La mia amica in fondo al mare   | My Octopus and a Teacher                                                 | 24 aprile 2022    | 7 ottobre 2022    |
| 19 | UABF12               | Una Shauna per amica            | Girls Just Shauna Have Fun                                               | 1º maggio 2022    | 10 ottobre 2022   |
| 20 | UABF15               | Marge la monella                | Marge the Meanie                                                         | 8 maggio 2022     | 11 ottobre 2022   |
| 21 | UABF13               | La carne della discordia        | Meat Is Murder                                                           | 15 maggio 2022    | 12 ottobre 2022   |
| 22 | UABF14               | Il Rock della classe media      | Poorhouse Rock                                                           | 22 maggio 2022    | 13 ottobre 2022   |

## La star del Backstage
- Titolo originale: The Star of Backstage

### Trama
Marge riceve il suo vecchio libro di regia sulla sua recita del liceo, "Y2K: The Millennium Bug" ed è piena di bei ricordi per essere stata la direttrice di scena. Ma quando viene incoraggiata a riunire i suoi vecchi compagni di classe per rimettere in scena lo spettacolo, la vecchia rivale Sasha Reed arriva a Springfield e Marge si rende conto che, non essendo stata vista dal pubblico nel backstage, Sasha era la vera star dello spettacolo.

## Bart è in prigione!
- Titolo originale: Bart's In Jail!

### Trama
Il nonno viene indotto da un truffatore telefonico a credere di dover salvare Bart dalla prigione e paga 10.000 dollari. Quando Homer scopre che quei soldi dovevano essere la sua eredità, incolpa il nonno per aver abboccato ad una truffa evidente, mentre Bart e Lisa cercano di rintracciare il truffatore e Marge inizia a pensare che tutto nella vita sia una truffa.

## La paura fa novanta XXXII
- Titolo originale: Treehouse of Horror XXXII

È il primo episodio della serie "La paura fa novanta" ad avere cinque segmenti invece dei soliti tre:
- Barti
- Il segmento di apertura è una parodia di Bambi, con una versione da cervo di Marge che avverte suo figlio Barti (Bart) ed il coniglio Milhouse di un cacciatore. Milhouse viene colpito e ucciso mentre Barti e Marge scappano. Dopo la sua fuga, Barti inizialmente non riesce a trovare sua madre, ma in seguito la trova illesa poiché Homer e Lenny hanno ucciso il cacciatore (Mr. Burns). La fata (Maggie) usa quindi la sua bacchetta magica per far apparire nel cielo il titolo dell'episodio.
- Bong Joon-ho: al di qua di Parasite
- In una parodia di Parasite, la famiglia Simpson vive in un seminterrato allagato quando Bart dice loro che ha trovato lavoro come tutore per la ricca famiglia di Rainer Wolfcastle. Dopo che Rainer ha licenziato Kirk Van Houten dal suo personale domestico, Bart consiglia di assumere Marge, Homer, Lisa e Maggie come nuovi domestici della famiglia. I Wolfcastles vanno in vacanza, affidando ai Simpson la loro casa. Mentre si stanno godendo i vantaggi di vivere in una casa di famiglia ricca, Kirk torna improvvisamente e chiede di entrare. Quando Marge lo fa entrare, Kirk corre bruscamente in cucina e rivela un passaggio nascosto verso un bunker seminterrato, dove la sua famiglia ha vissuto. Tra i Simpson e i Van Houtens scoppia una rissa caotica, anche con tutti gli abitanti di Springfield. Dopo la rissa, i Simpson sono i soli sopravvissuti nella casa di Wolfcastle gravemente danneggiata, con un mucchio di cadaveri nel soggiorno.
- Nightmare dalle fronde della notte
- Homer è stanco che Bart racconti storie spaventose ogni anno ad Halloween nella sua casa sull'albero quindi Homer abbatte l'albero. Il tronco dell'albero prende però vita. Dopo che l'albero scopre che le persone abbattono alberi per Natale, dà la vita ad altri alberi e piante, devastando Springfield e uccidendo la maggior parte dei suoi residenti. Gli alberi festeggiano mentre i cadaveri dei cittadini sono stati accatastati come alberi di Natale.
- Bart il contastorie
- In una parodia dell'opera d'arte di Edward Gorey, Vincent Price legge a Maggie una spaventosa favola della buonanotte su come Bart ogni mese faccia i suoi soliti scherzi e come crea problemi a tutti. Comincia da gennaio, dove mette i vermi nelle cialde di Homer. A febbraio, inganna Edna Caprapall, come che ha fatto nella terza stagione. A marzo svita le altalene e provoca diversi infortuni. Ad aprile stampa il sedere su una stampante. A maggio ruba l'auto di Skinner e la fa schiantare contro il palo della scuola. A giugno beve il suo primo sorso di birra e si schianta con la bicicletta. A luglio taglia la testa alla bambola di Lisa. Ad agosto tenta di scottare una tartaruga, ma invece riesce a scottarsi i capelli. A settembre trascorre l'intero mese in detenzione. A ottobre mangia tutte le sue caramelle di Halloween finché non si ammala. Alla fine, a novembre, gli è permesso di tagliare il tacchino durante il Ringraziamento, ma invece taglia la testa al resto della famiglia Simpson. Prima che Vincent possa arrivare a dicembre, Maggie lo strangola con il suo filo di rana Phonics e preme i pulsanti (RIP) e poi va a dormire.
- Lo squillo della morte
- In una parodia di The Ring, alla scuola elementare di Springfield, Sherri e Terri dicono a Lisa che avevano organizzato una festa e non l'avevano invitata; in questa festa, tutti gli invitati hanno guardato un video di TikTok che presumibilmente uccide chiunque lo guardi dopo sette giorni. Tutti i bambini che l'hanno guardato muoiono poco dopo e Lisa e Bart ne indagano l'origine. Scoprono dal giardiniere Willie che il video di TikTok è infestato dal fantasma di Mopey Mary, una ragazza che a San Valentino subì uno scherzo e che morì dopo essere caduta in un pozzo. Lisa e Bart chiedono aiuto a Nonno Simpson ma invano. Successivamente Lisa decide di guardare il TikTok evocando il fantasma di Mary che attacca Lisa ma si ferma quando la giovane Simpson le dà un regalo di San Valentino. Lisa e Mary diventano amiche ma quest'ultima inizia a sentirsi soffocata da Lisa e scappa saltando di nuovo nel pozzo. Kang e Kodos cantano alla fine di questo episodio.

- Gag del divano:

## Amore che vieni, amore che Wayz
- Titolo originale: The Wayz We Were

### Trama
Mentre Evergreen Terrace è bloccata da un ingorgo, Boe ritrova il suo ex amore Maya (dalla stagione 20 "Ambarabà Maya e Boe!"). Tuttavia, Boe cerca di capire se questa volta deve restare con Maya o se lei lo lascerà di nuovo.

## La pancia di Lisa
- Titolo originale: Lisa's Belly

### Trama
Lisa e Bart, durante una gita ad un parco acquatico, contraggono un'infezione da un'attrazione abbandonata. Essa richiede un trattamento con corticosteroidi che causano un temporaneo aumento di peso. Prima che tornino a scuola, Marge dice scherzosamente a Lisa che sta diventando "tozzetta", e questo la rende molto insicura riguardo al suo peso. Nel frattempo, Bart si rimette in forma facendo palestra assieme a Secco, Spada, Patata e Nelson.

## Un Flanders serio - I parte
- Titolo originale: A Serious Flanders: Part 1

### Trama
Parodia di un thriller poliziesco in due parti, presentato nel classico formato delle serie televisive in streaming.
Quando Ned Flanders trova un sacco di soldi e lo dona all'orfanotrofio locale, mette in pericolo se stesso, un geloso Homer e tutta Springfield, quando attira l'attenzione di uno spietato esattore cercherà di recuperare i soldi con qualsiasi mezzo violento si renda necessario.

## Un Flanders serio - II parte
- Titolo originale: A Serious Flanders: Part 2

### Trama
Flanders ruba all'orfanotrofio i soldi che aveva donato, con l'intenzione di riportarli all'esattore, ma ha un incidente d'auto: Homer, che si trovava lì in quel momento, preferisce salvare i soldi abbandonando Flanders in auto: agli occhi dei cittadini diventa l'eroe che ha restituito il denaro, tranne che per Marge, la quale conosce la verità.
Così Homer raggiunge Flanders, che era fuggito da Springfield perché odiato da tutti, per rimettere le cose a posto.

## Ritratto del lacchè in fiamme
- Titolo originale: Portrait of a Lackey on Fire

### Trama
Smithers è scoraggiato dalla mancanza di sentimenti reciproci del signor Burns, così Homer lo incoraggia a iniziare una relazione con il famoso stilista Michael de Graaf. Quest'ultimo adora il fatto che Smithers non sia interessato a lui per le sue cravatte alla moda, ma ciò che Smithers non sa è che il suo nuovo fidanzato è molto più simile al signor Burns di quanto sembri inizialmente.

## Madri e altre sconosciute
- Titolo originale: Mothers and Other Strangers

### Trama
È la Festa della Mamma e Homer ricorda come la sua sia sparita quando aveva nove anni.
Durante i titoli di coda, Homer dorme con una bottiglia di sciroppo d'acero e sogna di danzare in cerchio con la sua famiglia e i suoi antenati in un omaggio a 8½.

## Un padrino per Maggie
- Titolo originale: A Made Maggie

### Trama
Marge decide di far battezzare Maggie, e manda Homer a trovarle un padrino adatto. Dopo che Tony Ciccione salva le vite di Maggie e Homer, quest'ultimo e Marge accettano con riluttanza di lasciare che il boss della mafia sia il padrino di Maggie, e si preoccupano ancora di più man mano che Tony Ciccione si lega a Maggie e la attira nel suo mondo.

## Una Marge per amica
- Titolo originale: The Longest Marge

### Trama
Il signor Burns sceglie Grayson Mathers, prodigio del football brutalmente schietto, per sostenere e pubblicizzare la sua marca di brandy. Quando Burns corrompe ulteriormente il già arrogante atleta, Marge decide di salvare il promettente novellino insegnandogli un po' di umiltà e valori familiari.

## Pixellati & spacciati
- Titolo originale: Pixelated and Afraid

### Trama
Lisa e Bart decidono di intervenire, temendo che i loro genitori si siano arresi a una relazione priva di passione e romanticismo: così Homer e Marge accettano con riluttanza di andare in un resort per coppie nella natura selvaggia, senza tecnologia o intrattenimento moderno. Ma, quando una strada ghiacciata provoca un incidente d'auto, Homer e Marge si ritrovano persi nei gelidi boschi e dovranno lottare per la sopravvivenza contro gli elementi.

## Nelle Highlands
- Titolo originale: Boyz N the Highlands

### Trama
Il tribunale minorile condanna Bart, Nelson, Spada e Martin a completare un trekking di team building nella natura selvaggia. Il gruppo salva un capretto da un trio di satanisti, che iniziano così a dare la caccia ai bambini per riavere la loro capra sacrificale. Nel frattempo, Lisa approfitta dell'assenza di Bart per attirare l'attenzione di Homer e Marge su di lei come se fosse figlia unica.

## Da non credere!
- Titolo originale: You Won't Believe What This Episode is About - Act Three Will Shock You!

### Trama
Una serie di sfortunati eventi fa sembrare che Homer abbia intenzionalmente chiuso il piccolo aiutante di Babbo Natale in macchina in una giornata calda, per poi peggiorare quando fa cadere accidentalmente il reverendo Lovejoy dalla finestra della chiesa. I video degli incidenti diventano virali online e tutti a Springfield si rivoltano contro Homer, tranne un misterioso uomo di nome Theo che si avvicina a lui con un'offerta radicale per riabilitare la sua reputazione.

## Bart the Cool Kid
- Titolo originale: Bart the Cool Kid

### Trama
Homer promette di comprare a Bart un paio di scarpe da ginnastica in edizione limitata, ma ne acquista un paio non originali, che si rompono appena indossate. Quando Bart cerca di restituirle, viene umiliato pubblicamente e perde la pazienza che dichiara che Homer è la persona meno cool mai esistita. Quando il giovane creatore di scarpe Orion Hughes si sente dispiaciuto per Bart e dona il suo abbigliamento da skate e merchandising di marca, Bart scopre che il famoso influencer per bambini non sa andare sullo skate. Nel frattempo, un Homer abbattuto usa i vestiti donati da Orion per influenzare altri uomini di mezza età a vestirsi con abiti da giovani per dimostrare che possono essere cool.
- Guest star: The Weeknd (Orion Hughes)

## Intelligenti bugie
- Titolo originale: Pretty Whittle Liar

### Trama
Al club del libro di Marge, Brandine Spuckler si lascia sfuggire che ama leggere libri: Cletus lo scopre e si sente come se non la conoscesse più, costringendola ad andarsene e trasferirsi con i Simpson. Nel frattempo, Lisa si unisce a un gruppo clandestino di ragazzi intelligenti a scuola che nascondono il loro intelletto per evitare il bullismo.

## Il sound di Gengive Sanguinanti
- Titolo originale: Symphony

### Trama
Lisa si arrabbia quando una canzone di Gengive Sanguinanti Murphy viene remixata per promuovere la lotteria di Springfield, e la porta a rintracciare il figlio del defunto musicista jazz. Quando Lisa scopre che Monk Murphy è nato sordo e non ha mai ascoltato la musica di suo padre, intraprende una crociata sia per migliorare la sua vita sia per cercare giustizia per il suo mentore solo per scoprire che lei e Monk non sono sulla stessa lunghezza d'onda. Lisa riceve consigli dal fantasma di Gengive Sanguinanti Murphy su come entrare in sintonia con Monk.

## La mia amica in fondo al mare
- Titolo originale: My Octopus and a Teacher

### Trama
Bart inizia a comportarsi in modo strano quando la nuova insegnante, la signora Rayshelle Peyton, viene assegnata alla sua classe, confondendo non solo lei ma anche tutti intorno a lui. Ma quello che solo Bart sa è che la sua nuova insegnante una volta gli ha salvato la vita, ma aveva un marito di name Darrel, facendolo il ragazzo a perdere la pazienza e distrugge la fontanella della scuola. Nel frattempo, Lisa infrange la prima direttiva della produzione di documentari sulla natura quando impedisce a uno squalo di mangiare un piccolo polpo, e tiene il suo nuovo amico polpo segretamente nascosto nella sua stanza, finché non decide di liberarlo.

## Una Shauna per amica
- Titolo originale: Girls Just Shauna Have Fun

### Trama
Lisa viene selezionata come sostituto sassofonista per la banda musicale del liceo dove scopre con sorpresa che Shauna Chalmers condivide una passione simile per la musica. Mentre Lisa e Shauna formano un nuovo legame, Homer si ritrova a legare con il padre di Shauna, il sovrintendente Chalmers, dal quale viene iniziato all'antica arte della produzione di birra trappista.

## Marge la monella
- Titolo originale: Marge the Meanie

### Trama
Quando Marge viene allontanata in pubblico da un'ex preside, la signora York, rivela alla sua famiglia di essere stata segretamente una burlona che faceva scherzi alla preside durante gli anni della scuola media. Mentre Bart e Marge iniziano a legare per questa connessione appena svelata tra loro, un Homer escluso cerca di trovare una sorta di terreno comune con Lisa. Ma mentre scopre che entrambi condividono l'amore per il cibo, Homer fatica a mantenere una passione reciproca per i gusti vegani di Lisa.

## La carne della discordia
- Titolo originale: Meat Is Murder

### Trama
Quando il miliardario Augustus "Gus" Redfield acquista la società madre di Krusty per vendicarsi del clown che gli aveva rubato la sua attività di hamburger anni prima, chiede all'ex socio in affari nonno Simpson di entrare a far parte del suo consiglio di amministrazione. Il nonno e Lisa vanno a New York dove il resto della famiglia Redfield vuole estromettere Gus, e la sua ambiziosa figlia Sheila cerca di manipolare Lisa per portare il nonno dalla loro parte in un voto di sfiducia. Nel frattempo, Krusty cerca di esibirsi senza la sua identità.

## Il Rock della classe media
- Titolo originale: Poorhouse Rock

### Trama
Bart fa una presentazione imbarazzante su suo padre al catechismo domenicale, quindi Marge incoraggia Homer a portare Bart alla centrale per fargli vedere quanto lavora duramente per mantenere la famiglia e farlo diventare fiero di lui. Bart inizia a idolatrare Homer e vuole crescere per essere proprio come lui, ma presto apprende da un inserviente canterino che non potrà mai far parte della fiorente classe media a cui appartiene suo padre.